# Al Quie
Albert Harold (Al) Quie (ur. 18 września 1923 na farmie w pobliżu miasta Dennison w stanie Minnesota, zm. 18 sierpnia 2023 w Wayzata) – amerykański polityk, działacz Partii Republikańskiej, z wykształcenia politolog.

## Życiorys
Walczył w II wojnie światowej. W latach 1955–1958 zasiadał w Senacie Minnesoty. Od 1958 do 1979 reprezentował 1. okręg Minnesoty w Izbie Reprezentantów Stanów Zjednoczonych. Od 1979 do 1983 pełnił funkcję gubernatora stanu Minnesota.
W czerwcu 1948 poślubił plastyczkę i pisarkę Gretchen Hansen (1927-2015). Para miała pięcioro dzieci.